# Tårnborg
Taarnborg Hovedgård er en fredet bygning fra 1803 i Halsskov ved Korsør. Den var hovedbygning på Korsør Ladegård, som fra 1671 til 1846 blev kaldt Dyrehovedgård. Bygningen indgår i dag i hotellet Comwell Grand Park.
Taarnborg Hovedgård Gods var på 334 hektar

## Ejere af Taarnborg Hovedgård
- (1231-1669) Kronen
- (1669-1671) Hugo Lützow
- (1671-1684) Hans Jørgensen
- (1684-1692) Forskellige Ejere
- (1692-1699) Eiler Eilert
- (1699-1709) Forskellige Ejere
- (1709-1739) Ulrik Mortensen
- (1739-1741) Enke Fru Karen Mortensen
- (1741-1766) Poul Hein
- (1766-1785) Christian Eggers
- (1785-1821) Niels Christian Eggers
- (1821-1823) Den Danske Stat
- (1823-1824) Christian Ernst Frederik Theill / Frederik Adolf Holstein
- (1824-1830) Christian Ernst Frederik Theill
- (1830-1834) Anna Cathrine Hansen gift Theill
- (1834-1838) Andreas Richard Theill
- (1838-1841) Fredinand Rée
- (1841-1866) Valdemar Tully Oxholm
- (1866-1875) Jørgen Albert Bech
- (1875-1901) Edvard Bech
- (1901-1904) Korsør Kommune
- (1904-1922) Peter Johansen de Neergaard
- (1922-1935) P. Madelung / C. A. Madelung
- (1935-1948) N. V. Jørgensen
- (1948-) Korsør Kommune